# Placopegma solutum
Placopegma solutum är en svampdjursart som beskrevs av Schulze 1896. Placopegma solutum ingår i släktet Placopegma och familjen Euplectellidae.
Artens utbredningsområde är havet utanför Indien. Inga underarter finns listade i Catalogue of Life.